# KV54
La tumba llamada KV54 está situada en el Valle de los Reyes, en Egipto. Las excavaciones que llevaron a su descubrimiento y posterior estudio fueron hechas por Edward R. Ayrton, gracias al mecenazgo de Theodore M. Davis. 
En realidad no es una tumba sino un pequeño pozo, localizado cerca de la tumba de Seti I, que contuvo cerca de una docena de jarros de almacenamiento sellados. Dentro de estos se encontraron, cuidadosamente embalados, diversos objetos: cerámica, platos, bolsas con natrón, huesos de animales, pectorales florales y lino, con inscripciones datadas en los últimos años del reinado de un faraón poco conocido en esa época: Tutankamón. 
En 1909, Davis sacó de Egipto y donó al Museo Metropolitano de Arte de Nueva York el contenido de seis de las jarras, donde permanecen actualmente. Davis declaró a la prensa que había encontrado la tumba de Tutankamón y publicó en 1912 sus estudios en un libro llamado The Tombs of Harmhabi and Touatankhamanou (Las tumbas de Horemheb y Tutankamón).
Uno de los hallazgos de la KV54 era un lienzo de lino con un texto hierático que decía «al buen dios, señor de las Dos Tierras, Nebjeperura (nb ḫpru rˁ nombre de Nesut-Bity de Tutankamón, el Señor de las manifestaciones es Ra), el amado de Min. Lino del año 6». que demostraba que la KV54 no era la tumba real de Tutankamón, y señalaba la existencia de una tumba no descubierta. Howard Carter, que sería quien encontró más tarde la KV62, coincidía en esta opinión con Herbert Winlock, director del museo Metropolitano.  

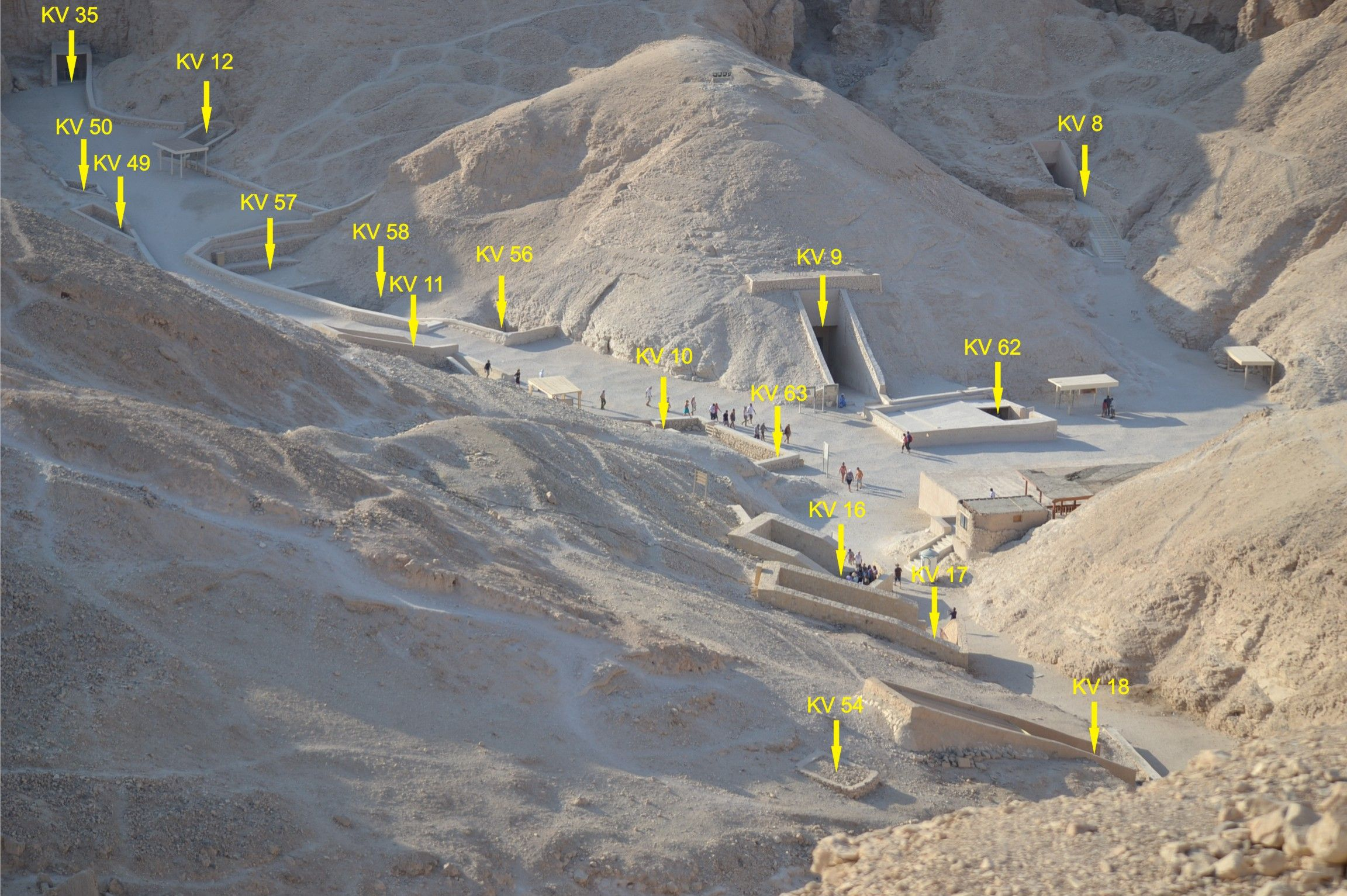
Localización de la KV54

En 1923, Winlock, que había encontrado fosas similares en otras excavaciones posteriores de la necrópolis tebana, identificó la KV54 no como tumba real, sino como un «pozo de embalsamamiento», que guardaba los restos del material utilizado en la momificación del faraón, más que su tumba. Los alimentos y otros artículos relacionados provienen probablemente de un banquete funerario celebrado durante el sepelio del rey. Winlock estimaba que habría habido un total de ocho plañideras oficiales que habían acompañado al séquito funerario.
Cuando Carter descubrió la tumba de Tutankamón en 1922, se encontraron objetos similares en el corredor de entrada, y se cree que, después de la primera tentativa de robo de la misma, el material de embalsamamiento del pozo fue trasladado al hoyo KV54, y el pasillo se rellenó de escombros para impedir cualquier saqueo posterior.

## Galería

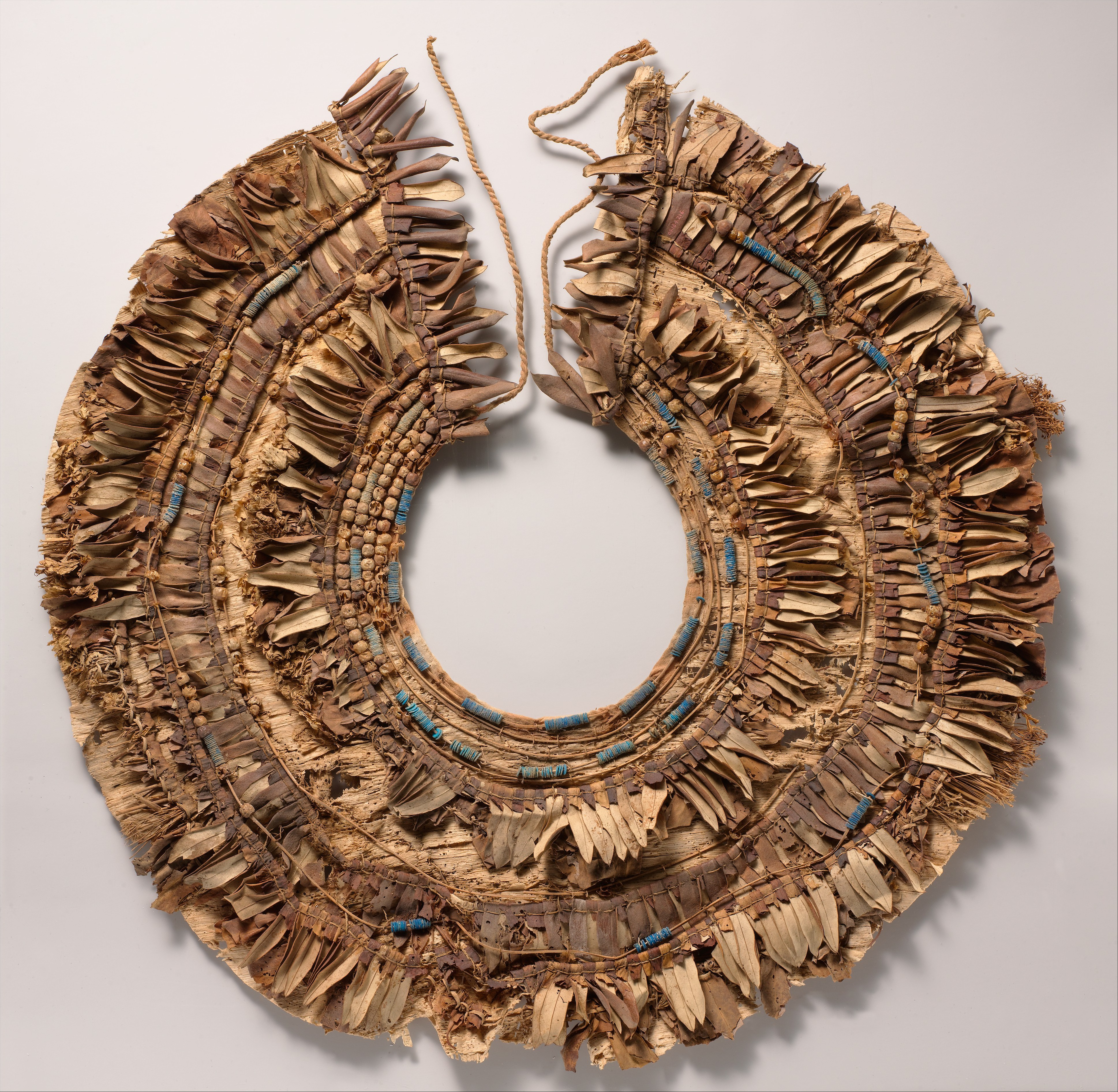
Pectoral floral encontrado en la tumba KV54, exhibido en el Museo Metropolitano de Arte de Nueva York.
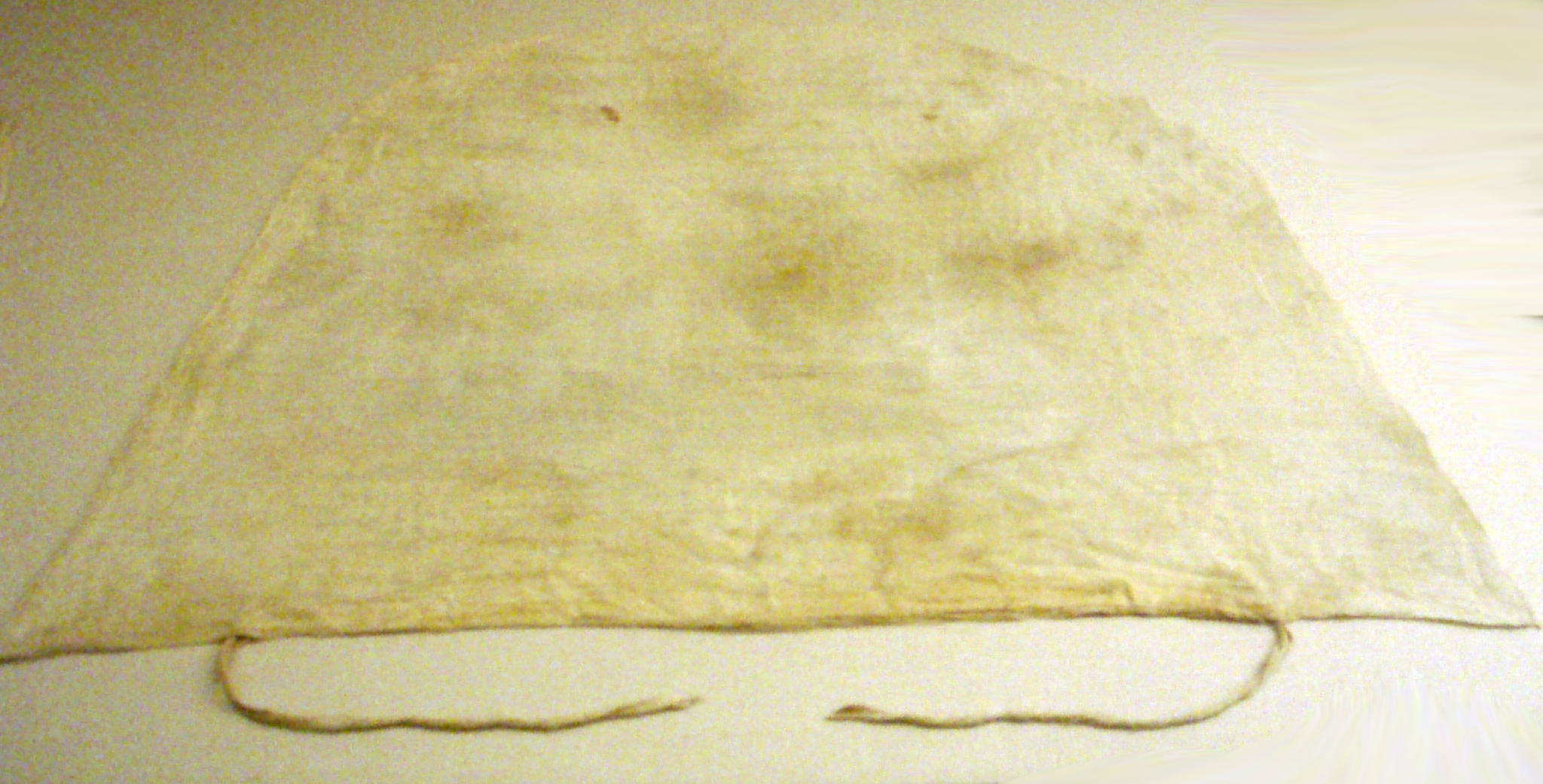
Lienzo de lino, Museo Metropolitano de Arte de Nueva York.
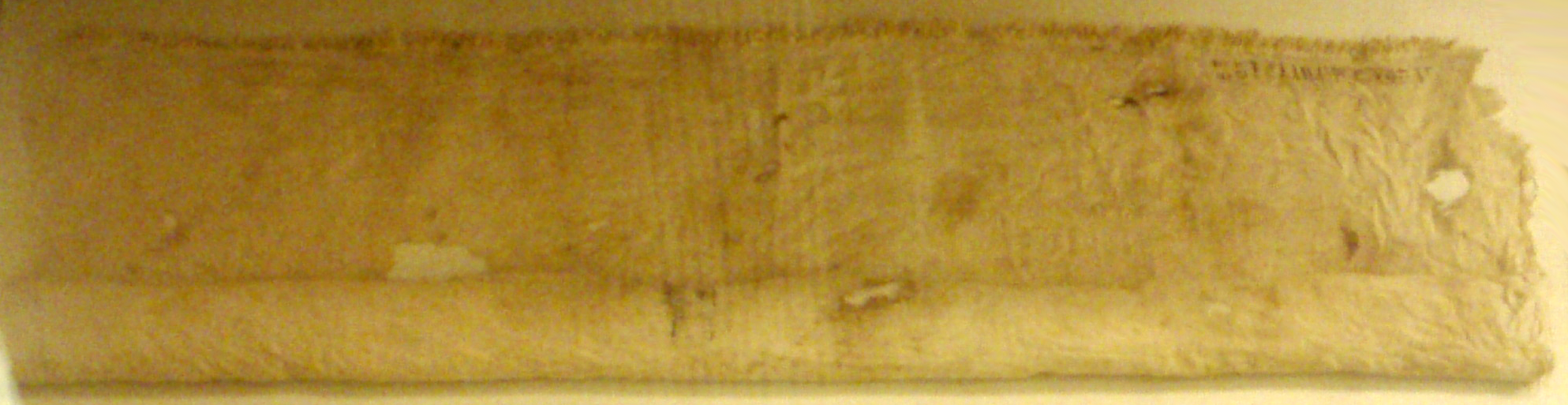
Lienzo de lino de KV54 con una inscripción fechada en el año 6 de Tutankamón, exhibido en el Museo Metropolitano de Arte de Nueva York.

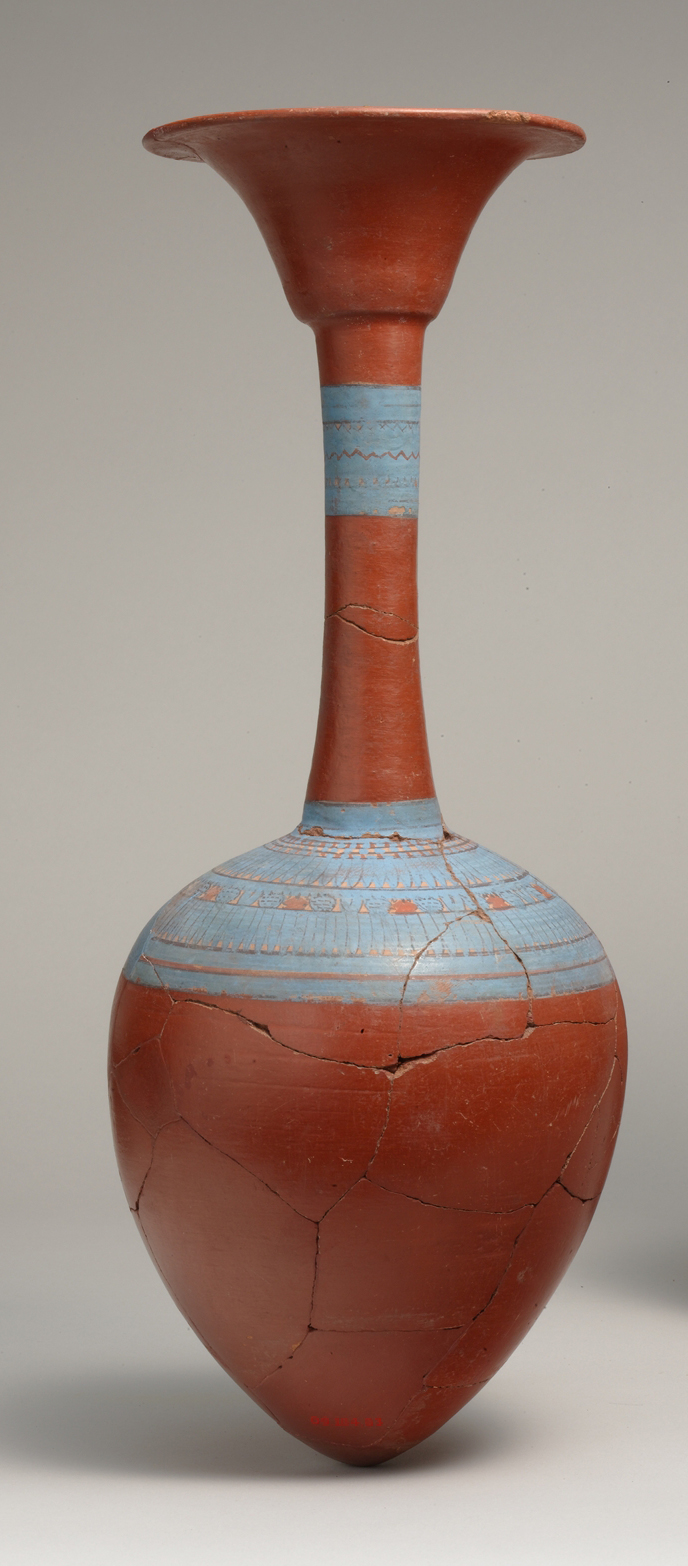
Jarro de cuello largo con decoraciones florales. Museo Metropolitano de Arte de Nueva York.
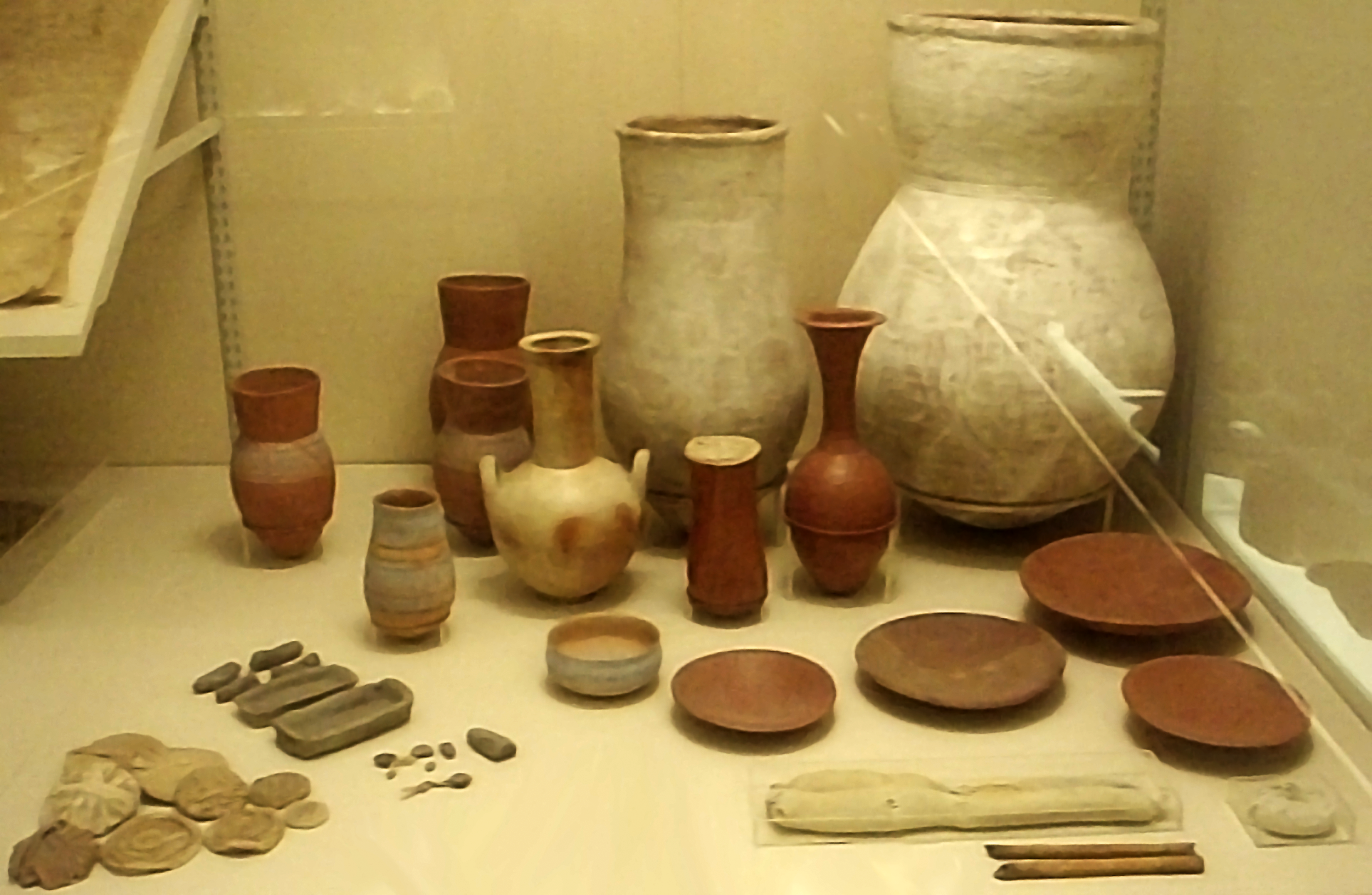
Diversos objetos de cerámica, Museo Metropolitano de Arte de Nueva York.